# JoBe Cerny
Pour les articles homonymes, voir Cerny (homonymie).
JoBe Cerny né le 5 décembre 1947 à Cicero, est un acteur américain. 

## Biographie
JoBe Cerny, de son vrai nom Joseph A. Cerny, est né le 5 décembre 1947 à Cicero (Illinois).
Il a étudié la comédie et le théâtre à l'université de Valparaiso (Indiana) et à l'université Northwestern (Evanston, Illinois).
Il est marié depuis le 21 mars 1970 à Eileen Linkowski et ils ont deux enfants.
Il est acteur, mais pratique aussi le doublage et écrit. 

## Filmographie
- 1979 : Dreamer : Patterson
- 1979 : Dummy (TV) : Bailiff
- 1980 : Quelque part dans le temps (Somewhere in Time) : 2nd Day Desk Clerk, in 1912
- 1984 : Mister T, l'homme le plus fort du monde (The Toughest Man in the World) (TV) : The Mayor's Adie
- 1987 : Assistance à femme en danger (Rent-a-Cop) : Hotel Clerk No. 1
- 1992 : Le Baiser empoisonné (Prelude to a Kiss) : Clerk
- 1992 : Mo' Money : Patrolman
- 1997 : Le Mariage de mon meilleur ami (My Best Friend's Wedding) : Tailor
- 1999 : Love and Action in Chicago (en) (vidéo) : Mr. Jensen
- 2001 : Novocaïne (Novocaine) : Pharmacist Wayne Ponze
- 2002 : In the Net (TV) : Coach Richard
- 2002 : Les Sentiers de la perdition (Road to Perdition) : Banker
- 2003 : Skin Complex (TV) : Police Officer
- 2003 : La blonde contre-attaque (Legally Blonde 2: Red, White & Blonde) : House Clerk

Il interprète actuellement la voix du bonhomme Pillsbury.